# 10992 Veryuslaviya
10992 Veryuslaviya este un asteroid din centura principală, descoperit pe 19 septembrie 1974, de Liudmila Cernîh.